# 小錦八十吉 (6代)
小錦八十吉（1963年12月31日—），本名薩雷瓦阿·富阿烏利·阿蒂薩諾埃，是一位出身夏威夷薩摩亞人的前大相撲力士，也是首位成為大關的非日本人力士。
小錦於1982年7月初次比賽，終其職業生涯，共贏得幕內級比賽優勝三次，並差點成為第一個在國外出生的橫綱。
現役時期，他是最重的相撲力士（此紀綠後來被大露羅敏打破），最高峰時有287kg，有“推土機”之稱，於1997年11月引退。
小錦後來入籍日本，成為NHK教育頻道主持和歌手。由於他的四股名是由他的相撲部屋擁有，在引退後他不能繼續使用「小錦」的名義，而要把藝名改成大寫羅馬字「KONISHIKI」。2004年1月，與女友前醫療工作者飯島千繪結婚。

## 戰績

### 生涯战绩
- 生涯战绩：733胜498败95休（93场所）
- 幕内战绩：649胜476败89休（81场所）
- 大关战绩：345胜197败43休（39场所）

### 优胜
- 幕内优胜：3回（1989年11月场所、1991年11月场所、1992年3月场所）
- 十两优胜：2回（1984年3月场所、1984年5月场所）
- 序二段优胜：1回（1982年11月场所）
- 序之口优胜：1回（1982年9月场所）

### 三赏、金星
- 三赏：10回
  - 殊勋赏：4回（1984年9月场所、1986年9月场所、1986年11月场所、1987年1月场所）
  - 敢斗赏：5回（1984年9月场所、1985年5月场所、1985年11月场所、1986年3月场所、1987年5月场所）
  - 技能赏：1回（1986年3月场所）
- 金星：2个
  - 千代之富士贡1个（1984年9月场所）
  - 隆之里俊英1个（1984年9月场所）

| | 1月場所 初場所（東京） | 3月場所 春場所（大阪） | 5月場所 夏場所（東京） | 7月場所 名古屋場所（愛知） | 9月場所 秋場所（東京） | 11月場所 九州場所（福岡） |
| --- | ---------------------- | ---------------------- | ---------------------- | -------------------------- | ---------------------- | ------------------------- |
| 1982年 （昭和57年） | x                      | x                      | x                      | （前相撲）                 | 東 序之口 #32 優勝 7–0 | 西 序二段 #56 優勝 7–0    |
| 1983年 （昭和58年） | 西 三段目 #50 6–1      | 西 三段目 #2 6–1       | 西 幕下 #28 6–1        | 西 幕下 #8 4–3             | 東 幕下 #6 6–1         | 西 十兩 #12 11–4          |
| 1984年 （昭和59年） | 東 十兩 #3 4–5–6       | 西 十兩 #10 優勝 13–2  | 東 十兩 #2 優勝 11–4   | 東 前頭 #11 8–7            | 西 前頭 #6 12–3 敢殊★  | 西 關脇 5–6–4             |
| 1985年 （昭和60年） | 西 前頭 #1 6–9         | 西 前頭 #3 8–7         | 西 小結 12–3 敢        | 西 關脇 9–6                | 東 關脇 休場 0–0–15    | 西 前頭 #9 11–4 敢        |
| 1986年 （昭和61年） | 西 小結 10–5           | 東 小結 12–3 敢技      | 西 關脇 3–6–6          | 東 前頭 #4 休場 0–0–15     | 東 前頭 #4 12–3 殊     | 西 關脇 10–5 殊           |
| 1987年 （昭和62年） | 東 關脇 10–5 殊        | 東 關脇 11–4           | 東 關脇 12–3 敢        | 西 大關 9–6                | 西 大關 12–3           | 東 大關 8–7               |
| 1988年 （昭和63年） | 東 張出大關 13–2       | 西 大關 8–7            | 西 大關 8–7            | 西 大關 8–7                | 東 張出大關 3–12       | 西 張出大關 10–5          |
| 1989年 （平成元年） | 東 張出大關 3–9–3      | 西 張出大關 10–5       | 西 張出大關 9–6        | 西 張出大關 8–7            | 西 張出大關 5–10       | 西 張出大關 14–1          |
| 1990年 （平成2年） | 東 大關 10–5           | 東 大關 13–2           | 東 大關 12–3           | 西 大關 10–5               | 東 大關 9–6            | 西 大關 10–5              |
| 1991年 （平成3年） | 西 大關 0–1–14         | 西 大關 9–6            | 東 大關 14–1           | 東 大關 12–3               | 東 大關 11–4           | 西 大關 13–2              |
| 1992年 （平成4年） | 東 大關 12–3           | 東 大關 13–2           | 東 大關 9–6            | 西 大關 10–5               | 西 大關 9–6            | 東 大關 0–2–13            |
| 1993年 （平成5年） | 西 大關 10–5           | 西 大關 9–6            | 西 大關 7–8            | 西 大關 9–6                | 東 張出大關 0–2–13     | 東 張出大關 6–9           |
| 1994年 （平成6年） | 西 張出關脇 2–13       | 東 前頭 #9 8–7         | 東 前頭 #5 5–10        | 東 前頭 #12 8–7            | 東 前頭 #10 8–7        | 東 前頭 #5 6–9            |
| 1995年 （平成7年） | 西 前頭 #8 8–7         | 東 前頭 #3 5–10        | 西 前頭 #7 5–10        | 西 前頭 #13 9–6            | 東 前頭 #5 5–10        | 西 前頭 #10 8–7           |
| 1996年 （平成8年） | 東 前頭 #8 7–8         | 西 前頭 #9 6–9         | 東 前頭 #14 10–5       | 西 前頭 #8 8–7             | 東 前頭 #4 4–11        | 東 前頭 #9 6–9            |
| 1997年 （平成9年） | 東 前頭 #13 8–7        | 西 前頭 #10 6–7–2      | 東 前頭 #14 8–7        | 西 前頭 #9 8–7             | 西 前頭 #2 0–11–4      | 東 前頭 #14 引退 5–9–0    |
| 各欄数字按「勝-負-休場」表示。 優勝 引退 十兩･幕下 三賞：敢=敢鬬賞、殊=殊勛賞、技=技能賞 其他：★=金星 番付階級：幕内 - 十兩 - 幕下 - 三段目 - 序二段 - 序之口 幕内序列：横綱 - 大關 - 關脅 - 小結 - 前頭（「#数字」为出场顺序） |                        |                        |                        |                            |                        |                           |